# 344 a.C.

## Eventos
- Caio Márcio Rutilo, pela terceira vez, e Tito Mânlio Torquato, pela segunda vez, cônsules romanos.
- Públio Valério Publícola foi nomeado ditador "feriarum constituendarum causa" (com poderes limitados) depois de um evento auspicioso no Capitolino. Seu mestre da cavalaria foi Quinto Fábio Ambusto, do qual não se sabe mais nada.
- Dionísio II de Siracusa se exila[1]
- 109a olimpíada: Aristóloco de Atenas, vencedor do estádio.[2]

## Mortes
- Rei Idirieu da Cária[3]